# Пугачёва, Валентина Ивановна
Валенти́на Ива́новна Пугачёва (14 мая 1935, Малиновка — 13 апреля 2008, Санкт-Петербург) — советская и российская киноактриса.

## Биография
Родилась 14 мая 1935 года в посёлке Малиновка Чугуевского района Харьковской области. В семье Валентины Пугачёвой артистов и людей искусства не было. Мама, домохозяйка Мелания Ивановна, обеспечивала уют и крепкий тыл военному технику Ивану Тимофеевичу, воспитывала дочь.
В Ленинград семья переехала перед началом Великой Отечественной войны, когда Вале исполнилось 5 лет. Тревожную весть о её начале Пугачёвы встретили в городе на Неве. Отец отправился на фронт, а мама с дочерью в эвакуацию в Пермский край, где жили в посёлке Кудымкаре, пока Харьков окончательно не освободили от завоевателей.
В августе 1943-го Валентина Пугачёва вернулась с мамой в родную украинскую Малиновку, а в 1945-м семья снова перебралась в северную столицу, где будущая артистка окончила школу.
В 1958 году окончила актёрский факультет ВГИКа (мастерская Сергея Герасимова и Тамары Макаровой).
Была распределена в штат киностудии «Ленфильм» и Студии киноактёра, где и проработала до его расформирования в конце 1990-х годов.
Дебютом Валентины Пугачёвой стала роль Зины в фильме Феликса Миронера и Марлена Хуциева «Весна на Заречной улице» 1956 года. Расцвет творческой карьеры актрисы в кино пришёлся на конец 1950-х — первую половину 1960-х годов. Актриса также снялась в таких картинах, как «Высота», «Ночной гость», «Свет в окне», «Длинный день», «После свадьбы», «Снегурочка», «Вот моя деревня» и во многих других. Также занималась дубляжем и озвучиванием.
Почти все последующие роли Валентины Пугачёвой были небольшими (за исключением Зотихи в фильме «Строговы» 1976 года). Последней работой актрисы стала эпизодическая роль в телесериале «Улицы разбитых фонарей» (1998).
Валентина Пугачёва умерла 13 апреля 2008 года в квартире своей дочери в Санкт-Петербурге после тяжёлой болезни в возрасте 72 лет. Похоронена рядом с мужем на кладбище в Репино.

## Личная жизнь
На съёмках фильма «Ночной гость» в 1958 году Валентина Пугачёва познакомилась с будущим мужем оператором «Ленфильма» Владимиром Бурыкиным (был старше её на 7 лет). Вспыхнул роман, вскоре увенчавшийся браком.
В 1959 году Пугачёва родила дочь Ксению. Девушка не пошла по стопам матери и отца — окончила технический вуз.

## Фильмография
- 1956 — Весна на Заречной улице — Зина
- 1956 — За власть Советов — Наталья
- 1957 — Высота — Валя
- 1957 — Тугой узел — Катя Зеленцова
- 1958 — Ночной гость — Любаша
- 1958 — Олеко Дундич — дочь стрелочника
- 1959 — Память сердца — медсестра в партизанском отряде
- 1960 — Свет в окне — Таисия
- 1961 — Длинный день — Катя
- 1962 — После свадьбы — Лена Черенц, колхозница
- 1963 — Два воскресенья — соседка Люси по общежитию
- 1964 — Мать и мачеха — официантка Лида, родственница Фильки
- 1964 — Поезд милосердия — мать раненого
- 1965 — Заговор послов — эпизод
- 1966 — В городе С. — сиделка
- 1968 — Снегурочка — Радушка
- 1968 — Трембита — эпизод
- 1970 — Семь невест ефрейтора Збруева — продавщица в поезде
- 1970 — Слуги дьявола — озвучила роль Гертруды в исполнении Эльзы Радзини
- 1974 — Незнакомый наследник — рабочая
- 1976 — Длинное, длинное дело… — соседка Панина
- 1976 — Строговы — Зотиха
- 1977 — Марка страны Гонделупы — мама Паши
- 1978 — Рыцарь из Княж-городка — эпизод
- 1978 — Кавказская повесть — Улитка, мать Марьяны
- 1979 — Вернёмся осенью — Анна Борисовна
- 1980 — Лялька-Руслан и его друг Санька — мать Сидорова-Люсика
- 1981 — Что бы ты выбрал? — гостья с караваем
- 1983 — Дублёр начинает действовать — эпизод
- 1983 — Средь бела дня… — тётя Валя
- 1985 — Вот моя деревня… — Фроловна, секретарь колхоза
- 1985 — Сон в руку, или Чемодан — секретарь редакции
- 1987 — Везучий человек — рабочая
- 1988 — Презумпция невиновности — пассажирка поезда, акушерка
- 1990 — Адвокат (Убийство на Монастырских прудах) — сестра потерпевшего
- 1990 — Собачий пир — соседка
- 1993 — Конь белый — эпизод (1-я серия)
- 1994 — Русская симфония — эпизод
- 1995 — Под знаком Скорпиона — эпизод
- 1998 — Улицы разбитых фонарей (серии «Сексот Цыплаков», «Тёмное пиво, или Урок английского», «Третий слева», «Обнесённые „Ветром“»)